# Igeltjärnen (Hotagens socken, Jämtland)
Igeltjärnen är en sjö i Krokoms kommun i Jämtland och ingår i Indalsälvens huvudavrinningsområde.